# 장말손 종가 고문서
장말손 종가 고문서(張末孫 宗家 古文書)는 대한민국 경상북도 영주시 장수면 화기리에 있는 고려시대의 기록물이다. 1989년 5월 23일 대한민국의 보물 제1005호로 지정되었다.

## 개요
조선 세조부터 성종 때까지의 문신인 장말손(1431∼1486)의 종손가에 보관되어 전해오는 고문서들로 5종 18점이다.
이들 고문서에는 고려 우왕 11년(1385) 장말손의 증조(曾祖)인 장전(張戩)의 소지(所志)를 비롯하여 장전의 논밭·노비소유관계 문서와 도망간 노비를 잡아줄 것을 요청하는 내용이 담긴 문서가 있다. 「장전처신씨자매화회문기」는 장전의 처 신씨의 세 자매가 상의하여 재산을 나눈 문서이며, 「장안량별급기」는 장말손에게 가사를 내린 문서이다. 이들 9건의 문서를 묶어 1첩의 문서로 펴냈으며, 이외에도 명종 16년(1561) 장말손에게 발급된 교지와 효종 12년(1655)에 예조의 허가문서인 예조입안 등이 있다. 고문서들의 크기는 모두가 각기 다르다.
당시의 사회, 경제, 제도사 연구에 귀중한 자료가 될 뿐만 아니라, 고려 후기∼조선 전기의 소지, 분재기 등의 문서양식을 살피는데에도 귀중한 자료로 평가된다.

## 같이 보기
- 장말손

## 참고 자료
- 장말손 종가 고문서 - 국가유산청 국가유산포털